# Oskar Andersson
Oskar Andersson of O.A. (Stockholm, 11 januari 1877 – Ekerö, 28 november 1906) was een Zweeds striptekenaar en illustrator. Andersson wordt gerekend als een van de pioniers van de Zweedse strip. Hij ondertekende zijn werk met zijn initialen.

## Levensloop
Hij studeerde aan de Zweedse universiteit Konstfack. Op zijn twintigste verkocht hij enkele tekeningen aan het Zweedse tijdschrift Söndags-Nisse en werd er vanaf 1897 een vaste tekenaar. Hier verving hij de tekenaar Albert Engström, die net zijn eigen tijdschrift Strix had opgericht. Al gauw verscheen Anderssons werk ook in Strix. Oorspronkelijk tekende Andersson voornamelijk cartoons en illustraties, maar na een tijdje tekende hij ook strips met terugkerende personages zoals Mannen som gör vad som faller honom in en Urhunden. Na enkele jaren pleegde hij echter in 1906 zelfmoord.

## Galerij

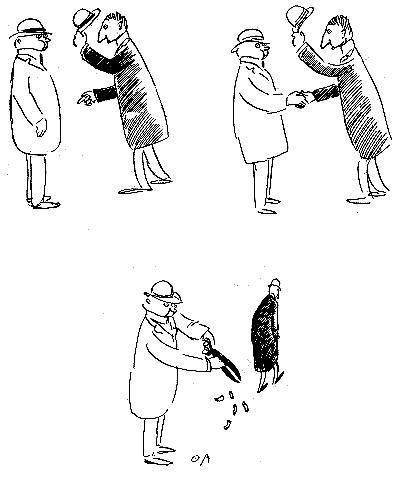
Mannen som gör vad som faller honom in (1902)
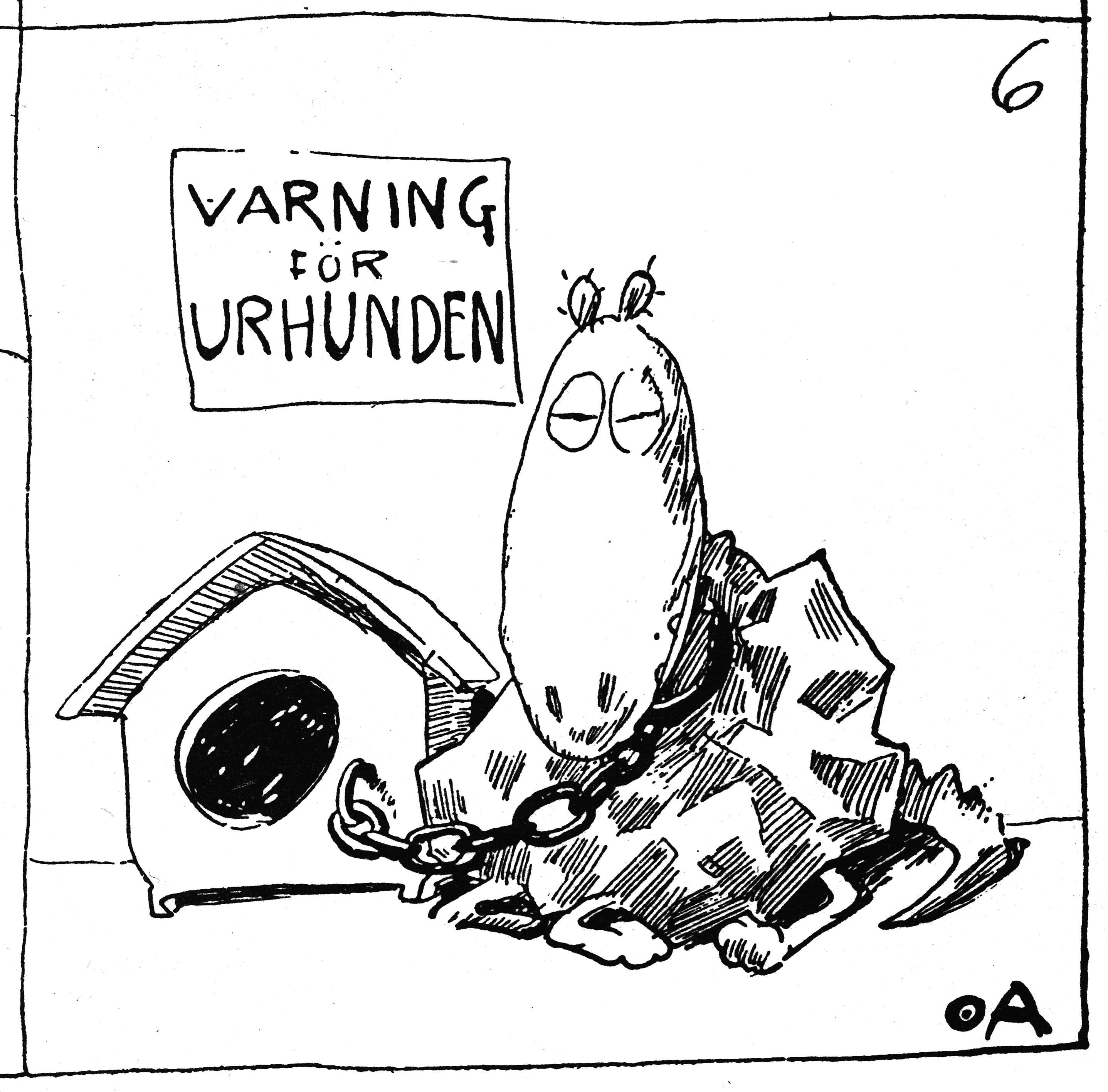
Urhunden

## Trivia
- De Urhunden is een Zweedse stripprijs die jaarlijks wordt uitgereikt sinds 1987. De prijs is vernoemd naar een creatie van deze tekenaar.